# 危机热线
危机热线是一種電話或網路咨询服务，幫助情緒困難或计划自杀的人。最早的危机熱線源於1953年，牧師查德·瓦拉在英國創立了撒瑪利亞會，支援情緒困難和企圖自殺者。
近年，危机热线擴大了服務範圍，並開始為性侵倖存者和LGBT等提供諮詢。